# Джими (Азербайджан)
Джими (азерб. Cimi) — село в Губинском районе Азербайджана. 

## География
Расположено в юго-восточной части района, на берегу реки Джимичай (приток реки Вельвеличай), в 46 км к югу от административного центра района — города Губа.

## Название
Этимология названия имеет арабское происхождение.

## История
Согласно данным 1886 года, опубликованных в изданном в 1893 году под редакцией Н. К. Зейдлица «Своде статистических данных о населении Закавказского края», Джами (Джеми) — татско-суннитское селение Кубинского уезда Бакинской губернии.

## Население
По Азербайджанской сельскохозяйственной переписи 1921 года селение Джими входило в состав Конах-Кендского сельского общества Кубинского уезда Азербайджанской ССР. Население числом 1462 человек проживало в 345 хозяйствах. Преобладающая национальность — таты. На начало 1933 года Джими являлся единственным селом одноимённого сельсовета Конахкентского района Азербайджанской ССР. В селе проживало 1617 человек (331 хозяйство; мужчин — 850, женщин — 767). Всё население — 100 %, указывалось татами. 
По сведениям на 2011 год в Джими проживало 1186 человек. Население занято овощеводством и животноводством. Из инфраструктуры имеются — средняя и начальная школы, библиотека, клуб, медпункт, мечеть.
Уроженцами Джими являются: Мамед Мустафа оглы Эфендизаде — профессор, доктор медицинских наук; Алекпер Салахзаде — поэт, переводчик.

## Достопримечательности и археологические сведения
В 5 км к югу от села находятся гидрокарбонатные и сернистые минеральные источники. 
В 4 км к юго-западу от Джими, на левом берегу реки Вельвеличай, расположено средневековое поселение «Агар». К северо-востоку от поселения располагается мусульманский могильник. Поселение было исследовано специальной археологической экспедицией «Свод археологических памятников Азербайджана» (САПА) в 1980 году.  Памятник предположительно датируется XIII — XV веками.
В 1913 году близ Джими, при распахивании земли были найдены 12 серебряных монет. Из них десять были омейядскими, одна сасанидская Хосрова II и одна грузинская, копия монеты Ормузда IV. Также были обнаружены две серьги и подвеска. 6 монет были посланы в Эрмитаж а оставшиеся в Петербургский университет.

## Народные промыслы
Джими является одним из центров ковроделия в Губинском районе. Здесь производятся одноимённые ковры входящие в Куба-Ширванскую группу.